# Jelec chorwacki
Jelec chorwacki (Telestes polylepis) – gatunek ryby z rodziny karpiowatych. Nie ma znaczenia gospodarczego.

## Występowanie
Chorwacja – dorzecze Dunaju. Występował w wodach szybko płynących i w czystych jeziorach o piaszczystym lub żwirowatym dnie. Według danych IUCN potwierdzono jego występowanie w jednym tylko cieku – Stanicka Jaruga.

## Opis
Osiąga 15–20 (maksymalnie 25) cm długości. Biologia tego gatunku jest słabo poznana. Przebywa głównie przy dnie.